# Oriens Christianus

Oriens Christianus est une revue savante fondée à Rome en 1901 par l'orientaliste allemand Carl Anton Baumstark, publiée par les éditions Otto Harrassowitz de Wiesbaden (et à l'origine de Leipzig) sous l'autorité de la société savante catholique Görres-Gesellschaft (fondée en 1876 à Coblence). Son domaine est l'Orient chrétien à l'exclusion des chrétientés grecque et slave (couvertes par d'autres revues), c'est-à-dire le Proche-Orient depuis la Géorgie et l'Arménie jusqu'à l'Éthiopie, et les chrétientés asiatiques jusqu'à l'Inde et la Chine. Selon le programme du fondateur, tous les éléments de la culture spirituelle et matérielle des communautés chrétiennes d'Orient peuvent être abordés. La revue publie des articles de fond, des comptes-rendus de lecture, mais aussi des textes-sources dans les différentes langues des chrétientés orientales. Les articles peuvent être rédigés dans différentes langues.
La revue a été dirigée jusqu'en 1941 (avec de brèves interruptions) par son fondateur Carl Anton Baumstark, qui y a publié 140 articles de fond et 145 comptes-rendus de lecture.